# نیام زیربغلی
نیام سینه‌ای در قسمت بالایی ماهیچه سینه‌ای بزرگ (پکتورالیس ماژور) بسیار نازک است، اما در فاصله بین آن و ماهیچه پشتی بزرگ (لاتیسیموس دورسی) ضخیم‌تر است، جایی که در فضای زیر بغل بسته می‌شود و نیام زیربغلی (Axillary fascia) را تشکیل می‌دهد. نیام (فاسیای) زیربغلی، همراه با پوست، پایه زیر بغل را تشکیل می‌دهد.